# 圖夫尼爾公園站
圖夫尼爾公園站（英語：Tufnell Park tube station）是倫敦地鐵的一個車站，位於伊斯靈頓區，靠近卡姆登區。圖夫尼爾公園站位於倫敦第2收費區，是北線磨坊山支線的車站。